# Gwiazda Maharajpuru
The Gwalior Star – gwiazda ustanowiona w roku 1843 i nadawana za kampanię Gwalior.

## Zasady nadawania
Gwiazdę nadawano żołnierzom wszystkich rang biorącym udział w bitwach pod Maharajpoor i Punniar. Obydwie bitwy odbyły się 29 grudnia 1843 i miały decydujący wpływ na całą kampanię Gwalior.

## Opis
Sześcioramienna gwiazda przygotowana przez rząd indyjski początkowo była zrobiona z haczykiem od spodu służącym do przypinania na piersi. Kolejna wersja miała już "szelki" i dodano baretkę.
Gwiazda była wybita w mennicy w Kalkucie z brązu (pochodzącego ze zdobytych w obydwu bitwach dział).
Awers: w środku gwiazdy zatopiony srebrny krążek z nazwą miejsca bitwy MAHARAJPOOR lub PUNNIAR oraz datą 29th DEC 1843.
Rewers: był gładki do czasu dodania baretki wiązanej na metalowym kółku, następnie grawerowano na nim nazwisko i oddział nagrodzonego.
Wymiary: 45 mm szer. i 52 mm wys.